# Шерман (острів)
72°40′00″ пд. ш. 99°45′00″ зх. д. / 72.66666667° пд. ш. 99.75° зх. д.

Карта острова Терстон.

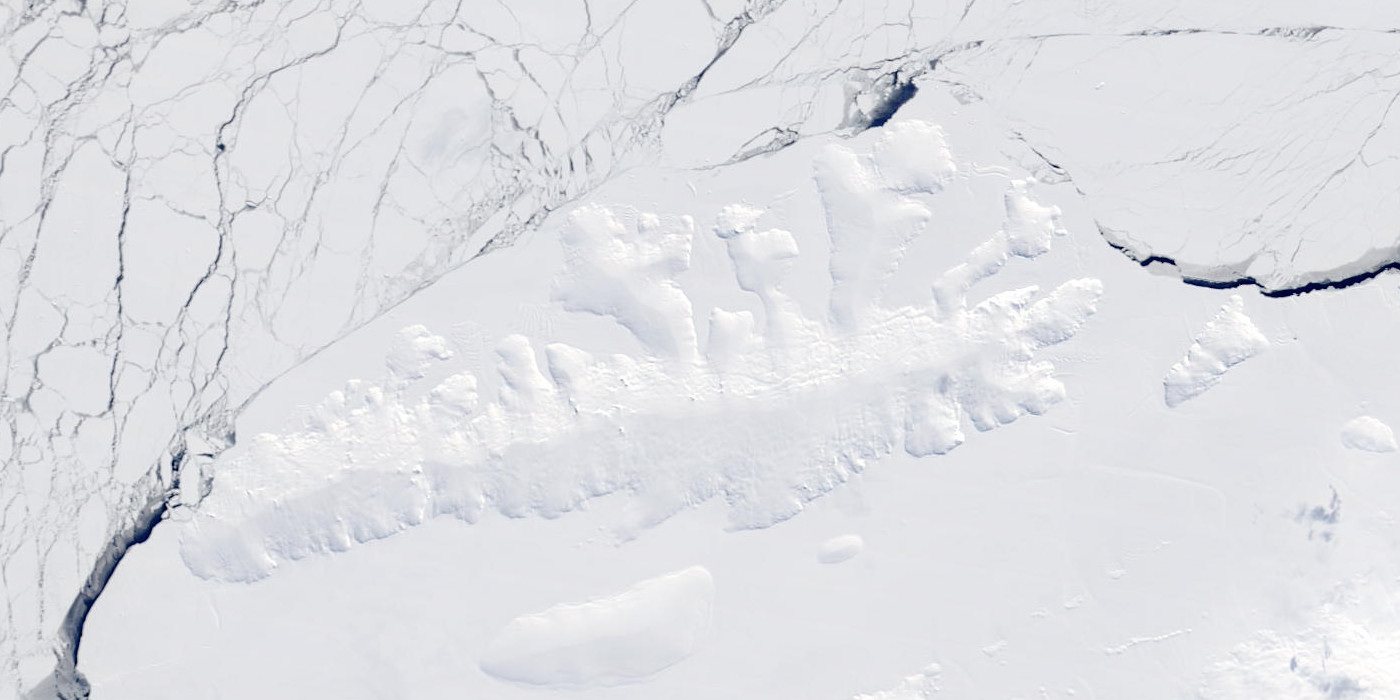
Супутниковий знімок острова Терстон.

Острів Шерман (англ. Sherman Island) — це вкритий льодом острів Антарктиди протяжністю приблизно 51 км і 16 км завширшки, розташований на південь від острова Терстон посеред Пікок-Саунда. Піднімається над шельфовим льодовиком Еббота.
Окреслено з аерофотознімків, зроблених під час операції ВМС США Highjump у грудні 1946 року. Названий US-ACAN на честь адмірала Форреста Шермана, начальника військово-морських операцій 1949–51 рр, коли готувалися майбутніх операцій Міжнародного геофізичного року (IGY).

## Карти
- Острів Терстон – гори Джонса. Ескіз мапи Антарктиди 1:500000. Геологічна служба США, 1967 рік.
- Антарктична цифрова база даних (ADD). Топографічна карта Антарктиди масштабу 1:250000. Науковий комітет з антарктичних досліджень (SCAR), 1993–2016.